# 馬繼業-竇訥樂線

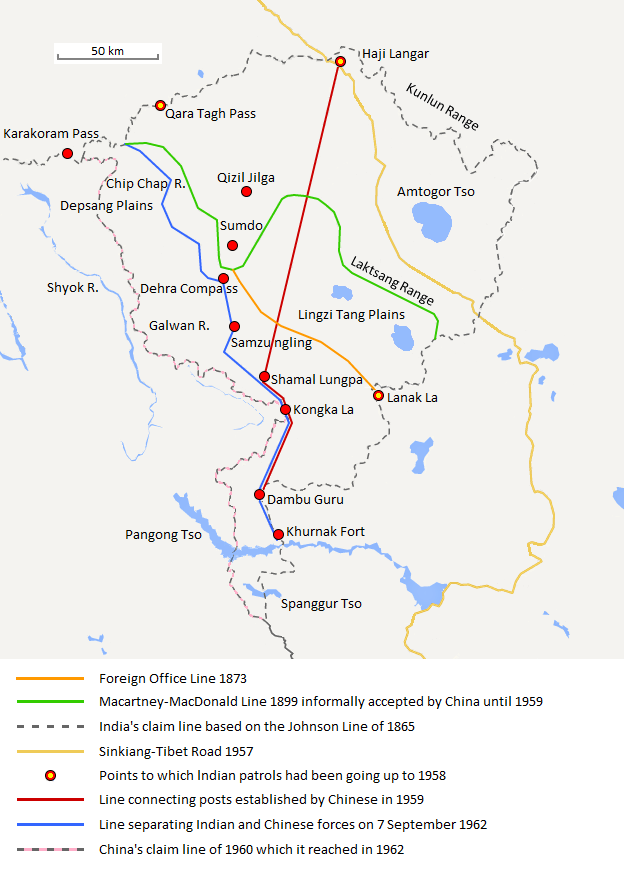
此图中的绿色线为马继业-窦讷乐线的喀喇昆仑山口以东段。

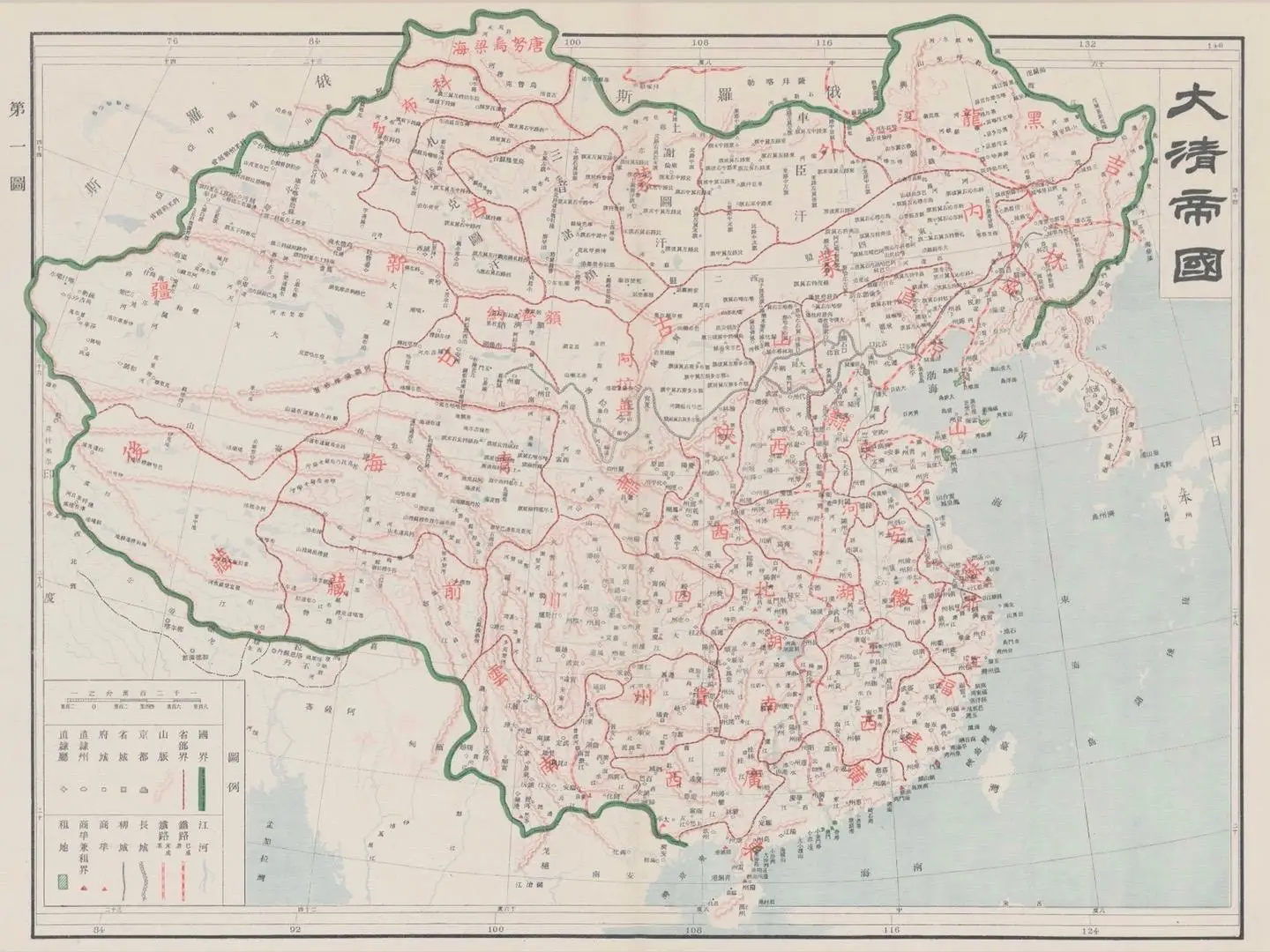
1905年清朝方面发布的大清帝国全图

马继业-窦讷乐线 (英語：Macartney-MacDonald Line) 是英国于1898年提出的一种中国和英属印度的划界方案。
威廉·约翰逊在印度测绘局工作期间提出了约翰逊线。这条线将整个阿克赛钦划归克什米尔。據西方文献，1893年，中国一驻聖彼得堡官员向英国驻喀什总领事马继业递交了一份关于新疆和克什米尔划界方案。这一方案将拉宗山脉以南的林津塘盐湖洼地划给印度，以北则归中国。马继业表示同意，并将此方案报告给英印政府。 英方通过驻华公使窦讷乐知会中方，中方没有回应，英方方面将此视为中方的默许。
此线为中巴边界协定中的划界提供了部分依据，故亦有人建议解决中印边界问题亦可将此线作为参考。
此线的喀喇昆仑山口以东段具体描述如下：
从喀喇昆仑山口起[边界将沿着]山脉的山峰向东行约半度（即一百华里“三十三英里”），然后向南到略低于北纬二十五度处。在我们地图上所画的喀拉喀什河河源处拐弯，再沿着山向东北行，一直到克孜勒吉勒尕（Kizil Jilga）以东的一点，然后再沿着拉宗山脉向东南，一直到该山脉与昆仑山的一条南北走向的支脉相会合为止；这条支脉在我们的地图上一直是作为拉达克的东部边界标出来的。两山汇合处是在东经八十度略为偏东处。